# Alexandre Chauvelot
Pour les articles homonymes, voir Chauvelot.
Alexandre Chauvelot (12 décembre 1796 à Paris - 17 janvier 1861 à Vanves, Seine aujourd'hui dans les Hauts-de-Seine) est un promoteur immobilier français du XIXe siècle qui opéra dans le sud de Paris.

## Biographie
Alexandre Chauvelot est né le 23 frimaire de l'An V (12 décembre 1796) au domicile de ses parents à Paris, au no 3 de la rue Jacinthe (disparue, en 1887, dans le percement de la rue Lagrange). Il est le fils naturel d'Anne Chauveleau, ouvrière en linge, et d'Alexandre David, marchand mercier, dont il portera le nom avant de le transformer en celui de Chauvelot.
Jeune ouvrier, Alexandre exerce de nombreux métiers dans le commerce et l'industrie, puis quitte de bonne heure l'atelier et la boutique pour devenir chansonnier ambulant. Sous le nom de David, il acquiert, sous la Restauration, une flatteuse notoriété.
En 1817, il épousa, dans le 4e arrondissement de Paris, Marie-Augustine-Félicité Trouvin, dont il eut sept enfants. Comme la musique et la poésie ne font vivre que médiocrement, il exerça le métier de rôtisseur, rue Dauphine, sans doute à l'enseigne du Tambour, un établissement économique fréquenté par les étudiants, qui lui permet en quelques années d'acquérir une fortune confortable.
Alexandre Chauvelot achète ses premiers terrains le long de la chaussée du Maine, en 1835. C'est l'amorce du quartier Plaisance, le long de cette chaussée, limité à l'ouest par les ballasts de chemin de fer qui constitueront, vers le bourg de Vaugirard, une barrière presque infranchissable.
Au début des années 1840, une petite agglomération ouvrière « faite de boue et de crachats », le village de Plaisance, s'étend ainsi déjà de la barrière du Maine au chemin des Bœufs, totalement délaissée par l'administration communale de Vaugirard et constituée de parcelles plus ou moins régulières qui s'alignent de chaque côté de rues ou d'impasses ouvertes par les propriétaires des terrains.
D'autres opérations prolongeront, par la suite, le quartier sur Montrouge, en limite de la commune de Vanves, sur cette portion du territoire étroitement fermée, dès 1843, par les fortifications de Thiers qui coupent en deux la commune laissant, à l'intérieur de la zone, le Petit-Montrouge, et, au sud des remparts, le village de Montrouge proprement dit.
Avec ce commerce lucratif, Chauvelot contribue, au sud de Paris, et avec bien d'autres spéculateurs, à la constitution des lotissements des quartiers de Plaisance et des Thermopyles.
À partir de 1840, le lotisseur se consacre à des territoires troués de carrières, hors l'enceinte, sur la commune de Vanves, coincés entre la ligne de chemin de fer de Paris à Versailles-Rive-Gauche et le chantier de l'enceinte de Thiers. Devançant les menaces d'annexion de la couronne parisienne, il est bientôt rejoint par d'autres lotisseurs dans son aventureuse entreprise d'urbanisation de la périphérie de Paris. Sortes de « Robert Macaire », les lotisseurs de la banlieue, rassemblés autour de la figure emblématique d’Alexandre Chauvelot, acquièrent ainsi des terres à peu près incultes, trouées de carrières, et ils se contentent d’y ouvrir les voies nécessaires à leurs opérations spéculatives, en proposant à la vente des petites parcelles sur lesquelles les acquéreurs auront à construire eux-mêmes leur maison, devancée d'un petit jardin.
Longtemps paria de la « société qui décide », Chauvelot avait tenté à plusieurs reprises, sous Louis-Philippe Ier, d'intégrer le « pays légal » réservé aux électeurs censitaires. Le Second Empire, pense-t-il, lui permettra enfin d'entrer dans la capitale. À partir de 1853, il ne prétend plus à la qualité de lotisseur, mais à celle de propriétaire.
En 1860, il adresse une pétition au Sénat pour demander une loi sur les calamités publiques après les inondations qui ont ravagé une partie du centre et du sud-ouest de la France. En 1860, pour répondre à la mauvaise réputation que les lotisseurs ont acquise auprès des notables de Vaugirard et de Montrouge, puis ceux de Vanves, Chauvelot publie, à compte d'auteur, un ouvrage destiné à justifier l'œuvre des lotisseurs, et également à promouvoir le nouveau « village de la Californie parisienne » (la ruée vers l'or en Californie a marqué les esprits) qu'il vient de créer, à Vanves, aux nouvelles portes de la capitale.
Chauvelot revendique alors de nobles motifs à son commerce lucratif : la philanthropie - son restaurant servirait, chaque jour, des centaines de soupes gratuites aux pauvres - mais aussi la réforme, en améliorant le cadre et les conditions de vie de la classe ouvrière parisienne. Ses nouveaux lotissements de la « Nouvelle-Californie parisienne et de la Tour Malakoff », constitué autour d’un parc d’attractions à la gloire de l’armée de Crimée (à Vanves), puis de Villafranca (à Vanves et Vaugirard) satisferont nettement, affirme-t-il, le « goût individualiste » et l'économie ouvrière, en proposant de petits regroupements communautaires « villageois » distincts et en permettant à l'ouvrier d'être propriétaire d'une maison simple qu'il construira lui-même, à moindre coût, disposant pour cela des moellons extraits des nombreuses carrières désaffectées[réf. nécessaire].
Fleuron du parc d'attractions créé au lotissement de la Nouvelle-Californie, la reconstitution en plâtras de la tour Malakoff (prise par les zouaves français pendant la guerre de Crimée) donna, en 1883, son nom à la nouvelle commune issue d’une séparation d’avec la commune de Vanves.
En marge de ses activités de promoteur, on doit à Alexandre Chauvelot deux initiatives : celle de la création, en 1848, des Médecins des Pauvres  dans les villes et les campagnes et celle de l’installation, pour les petites villes, les bourgs et les villages, de panneaux indiquant à l’entrée de la localité le nom et la route.

## Hommage
Alexandre Chauvelot a donné son nom :
- la rue Chauvelot, une rue de Paris située au centre d'un de ses projets immobiliers, « le Village de l'Avenir », aujourd'hui situé dans le sud du 15e arrondissement.
- une rue de Malakoff.